# ペスキエーラ・ボッロメーオ
ペスキエーラ・ボッロメーオ（伊: Peschiera Borromeo）は、イタリア共和国ロンバルディア州ミラノ県にある、人口約24,000人の基礎自治体（コムーネ）。
ミラノ・リナーテ国際空港の敷地となっている。

## 地理

### 位置・広がり

#### 隣接コムーネ
隣接するコムーネは以下の通り。
- メディリア
- ミラノ
- パンティリアーテ
- ピオルテッロ
- ローダノ
- サン・ドナート・ミラネーゼ
- セグラーテ

### 気候
気候は付近の平地が耕作地になっているため四季を通じて湿度がかなり高い。
冬には温度は希にマイナス7度に達し、夏の間は35度を超える。

### 地震分類
イタリアの地震リスク階級 (it) では、3 に分類される
。

## 歴史
コムーネが作られたのはルネサンス時代に遡り、ボッロメーオ伯の城と、次の酪農場の時代である。

## 経済
コムーネ内では、主に住宅、事務所、いくつかの産業(乳業、生パスタ、情報、運送、化学)などがある。